# Jean-Claude Rousseau
Jean-Claude Rousseau (Parigi, 1950) è un regista francese.
Con l'aiuto di Jean-Marie Straub e Danièle Huillet, Rousseau realizza i suoi primi film in Super 8 passando in seguito al Digital Video.
Il suo cinema è fatto soprattutto di inquadrature lunghe e immobili di ambienti esterni ed interni, con poche e brevi parti parlate.

## Filmografia
- Jeune femme à sa fenêtre lisant une lettre (1983), Super 8
- Venise n'existe pas (1984), Super 8
- Keep in touch (1987), Super 8, trasferito su 16 mm nel 2000
- Les Antiquités de Rome (1989), Super 8
- La valle chiusa (La Vallée close) (1995), Super 8, trasferito su 16 mm nel 1997
- Lettre à Roberto (2002), DV
- Juste avant l'orage (2003), DV
- Faibles amusements (2004), DV (Trois fois rien I)
- Contretemps (2004), DV (Trois fois rien II)
- Non rendu (2005), DV
- Comme une ombre légère (2005), DV (Trois fois rien III)
- Une vue sur l'autre rive (2005), DV
- Faux départ (2006), DV
- La nuit sans étoiles (2006), DV
- De son appartement (2007), DV